# Art déco
L'art déco va ser un moviment de disseny popular a partir del 1920 fins al 1939, la influència del qual s'estengué fins als anys 50 en alguns països, afectant les arts decoratives —com ara l'arquitectura, l'interiorisme i els dissenys gràfic i industrial— i també les arts visuals —com ara la indumentària, la pintura, el gravat, l'escultura i la cinematografia.

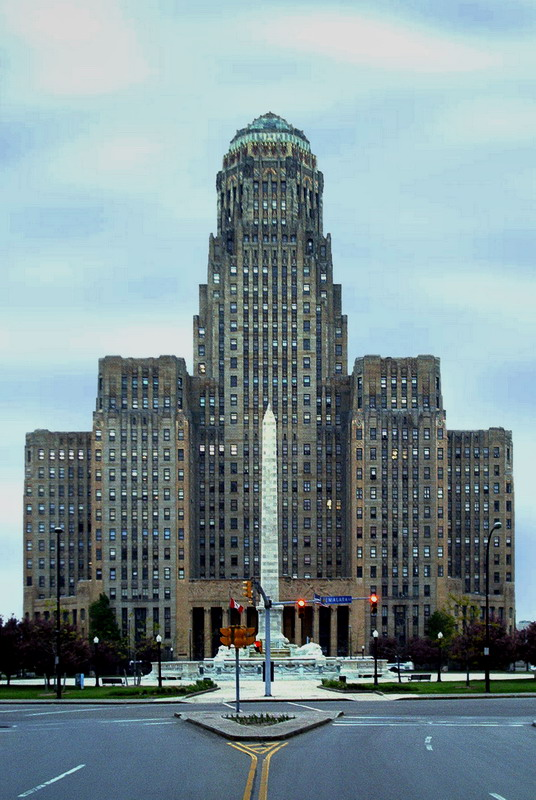
Ajuntament de Buffalo a Nova York, obra mestra de lart déco americà

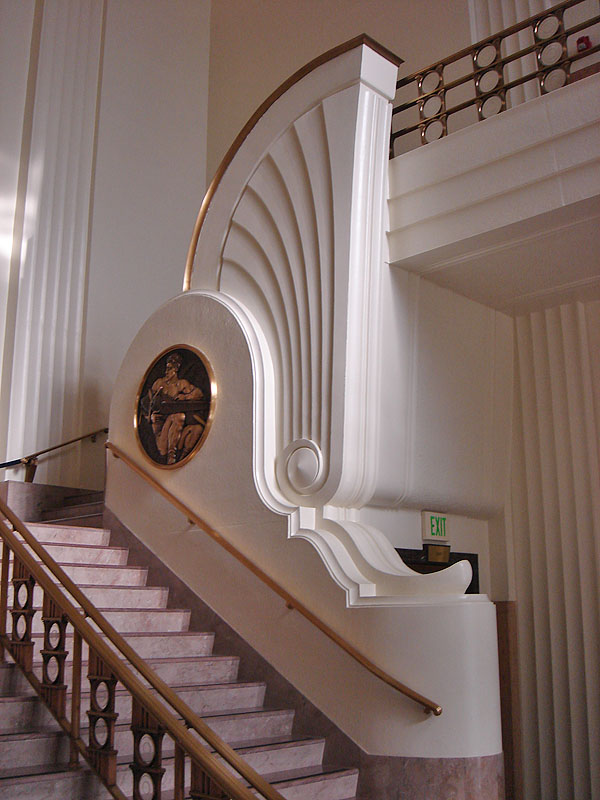
Escales en rotonda, d'estil art déco

Després de l'Exposició universal de 1900 de París, diversos artistes francesos (com Hector Guimard, Eugène Grasset, Raoul Lachenal, Paul Follot, Maurice Dufrene i Emile Decour) van formar un col·lectiu formal dedicat a les arts decoratives d'avantguarda. El 1925, organitzen l'Exposition Internationale des Arts Décoratifs et Industriels Modernes a París; aquest grup d'artistes es van anomenar a ells mateixos els moderns; en realitat, el terme art déco va ser encunyat en la retrospectiva titulada Les Années 25, duta a terme a París en el Musée des Arts Décoratifs del 3 de març al 16 de maig del 1966.

## Morfologia i tecnologia

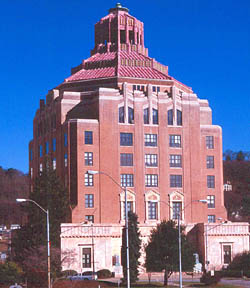
Ajuntament d'Asheville, exemple d'arquitectura dart déco

Aquest moviment és, en un sentit, una amalgama de molts diversos estils i moviments del començament del segle XX i, a diferència del modernisme, s'inspira en les primeres avantguardes. Les influències en provenen del constructivisme, cubisme, futurisme, del mateix art nouveau del qual evoluciona, i també de l'estil racionalista de Bauhaus. Els progressius descobriments arqueològics en l'antic Egipte van marcar, així mateix, l'empremta en certes línies dures i la solidesa de les formes de l'art déco, afí a la monumentalitat i elements de forta presència en les seves composicions.
Com en estil de "l'edat de la màquina", va utilitzar les innovacions dels temps per a les seves formes: les línies aerodinàmiques producte de l'aviació moderna, il·luminació elèctrica, la ràdio i els gratacels. Aquestes influències del disseny van ser expressades en formes fraccionades, cristal·lines, amb presència de blocs cubistes o rectangles i l'ús de la simetria. El color es nodreix de les experiències del fauvisme. Trapezoides, facetaments, ziga-zagues; i una important geometrització de les formes són comuns al déco.
Corresponent a les seves influències maquinistes, l'art déco es caracteritza també pels materials que prefereix i usa, com ara l'alumini, acer inoxidable, laca, fusta embotida, pell de tauró (shagreen), i pell de zebra. L'ús de tipografia en negreta, sans-serif o pal sec, les formes amb facetes i la línia recta o trencada o greca (oposat a les corbes sinuoses i naturalistes de l'art nouveau), els patrons del galó (chevrón), i l'ornament en forma de sunburst són típics de l'art déco. Certs patrons d'ornament s'han vist en aplicacions ben diferents, des del disseny de sabates per a senyores, a graelles de radiadors, disseny d'interiors per a teatres, i gratacels com el Chrysler Building, l'Empire State Building o el Rockefeller Center (particularment la torre més alta del complex, anomenada GE Building), o la Presa Hoover.

## Sociologia

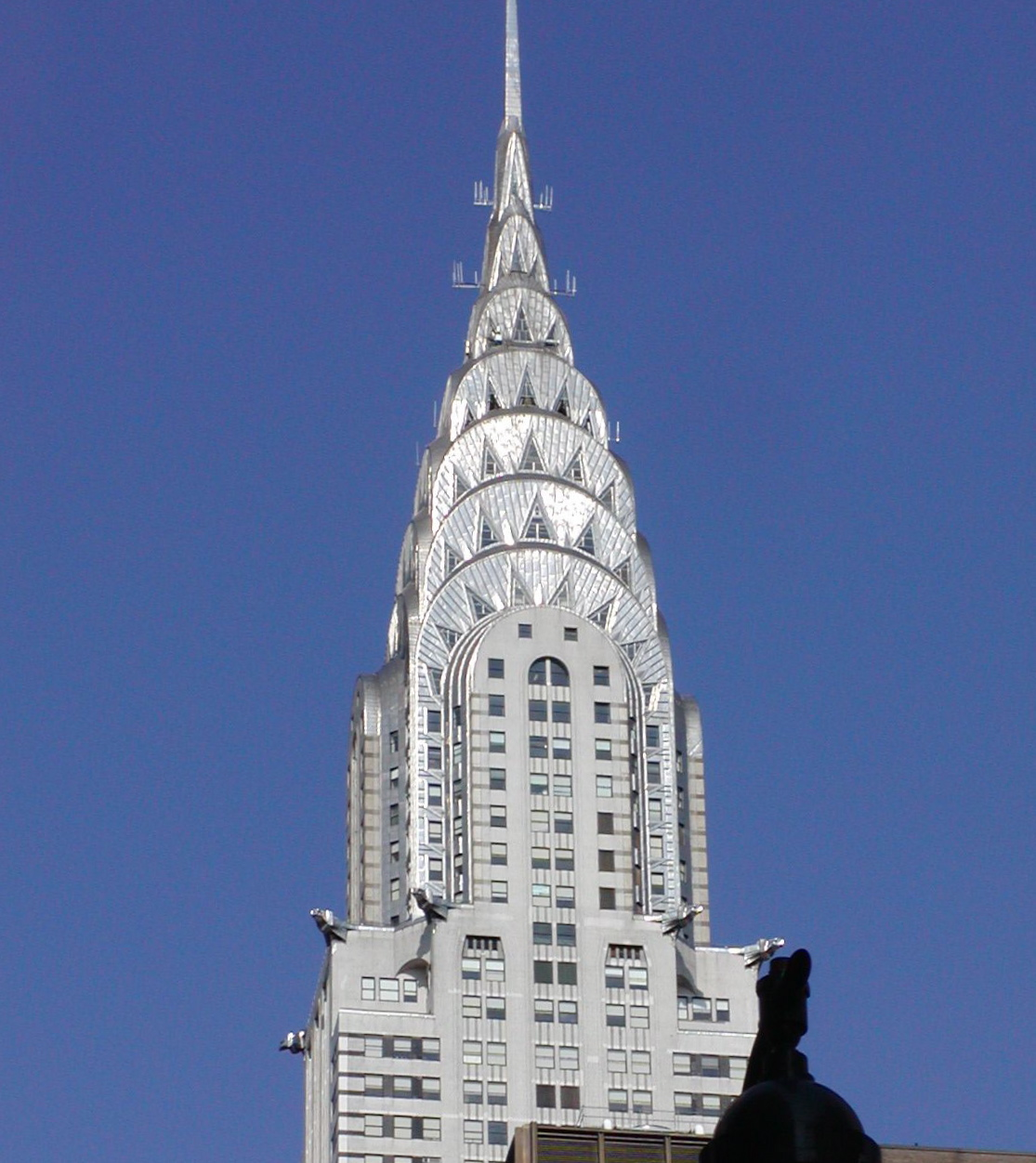
Coronament en art déco de l'Edifici Chrysler a Nova York, construït el 1928-1930

L'art déco va assolir l'apogeu a la dècada del 1920. Encara que molts moviments de disseny tenen arrels o intencions polítiques o filosòfiques, l'art déco era gairebé purament decoratiu, per la qual cosa es considera un estil burgès. Malgrat l'eclecticisme de les seves influències formals i estilístiques, el déco és sòlid i té una clara identitat pròpia. No es tracta d'un historicisme ni d'un anacronisme; és fidel a la seva època i deixa entreveure la noció futurista de la Revolució Industrial. La seva significació gira a l'entorn del progrés, l'ordenació, la ciutat i l'urbà, la maquinària. Elegant, funcional i modernista, l'art déco va ser un avenç davant l'art nouveau, aquesta vegada, reeixit a generar un nou repertori de formes concordes amb la problemàtica i imatgeria del seu temps.
L'art déco era un estil opulent, i la seva exageració s'atribueix a una reacció contra l'austeritat forçada producte de la Primera Guerra Mundial. Simultàniament a una creixent depressió econòmica i al fantasma de l'acostament de la Segona Guerra Mundial, hi havia un desig intens d'escapisme. La gent va gaudir dels plaers de la vida i de l'art déco durant l'edat del jazz.

## Decadència
El moviment perd patrocini a les metròpolis europees i americanes molt després d'haver assolit una introducció massiva; fins al punt de ser emprat per a representar falses pretensions de luxe. Eventualment, l'estil cau en decadència donades les austeritats imposades per la Segona Guerra mundial.
En països colonials o perifèrics com ara l'Índia, Nova Zelanda, Colòmbia, l'Argentina, Mèxic i Filipines, es va convertir en una porta d'entrada a l'art modern i va continuar sent utilitzat ben bé fins als anys 50. A l'Amèrica Llatina, es poden trobar durant aquest període diversos exponents de l'art déco, com José Fioravanti a l'Argentina.
Un ressorgiment de l'interès pel déco va venir des d'exploracions del disseny gràfic als anys 80. La seva associació amb el film noir en cinematografia i l'encant del glamour dels 30 va propiciar la seva reutilització a finals dels anys 30 en peces publicitàries per a joieria i el món de la moda i en la decoració d'hotels com l'Hotel Fairmont de la Ciutat de Mèxic.

## Cinema
L'estètica art déco influí en les arts cinematogràfiques de principis del segle xx, un exemple d'això és el film Metropolis del 1927, de Fritz Lang, el qual inclou enlluernadores escenografies inspirades en l'anomenada Escola de Chicago d'arquitectura per a les preses de la ciutat, a més dels decorats de la ciutat subterrània, el robot (personatge de la pel·lícula que és una metàfora de la mecanització de la humanitat) és considerat com una de les imatges més recognoscibles de l'art déco.

## Arquitectura art déco

### Art déco a Espanya i Portugal

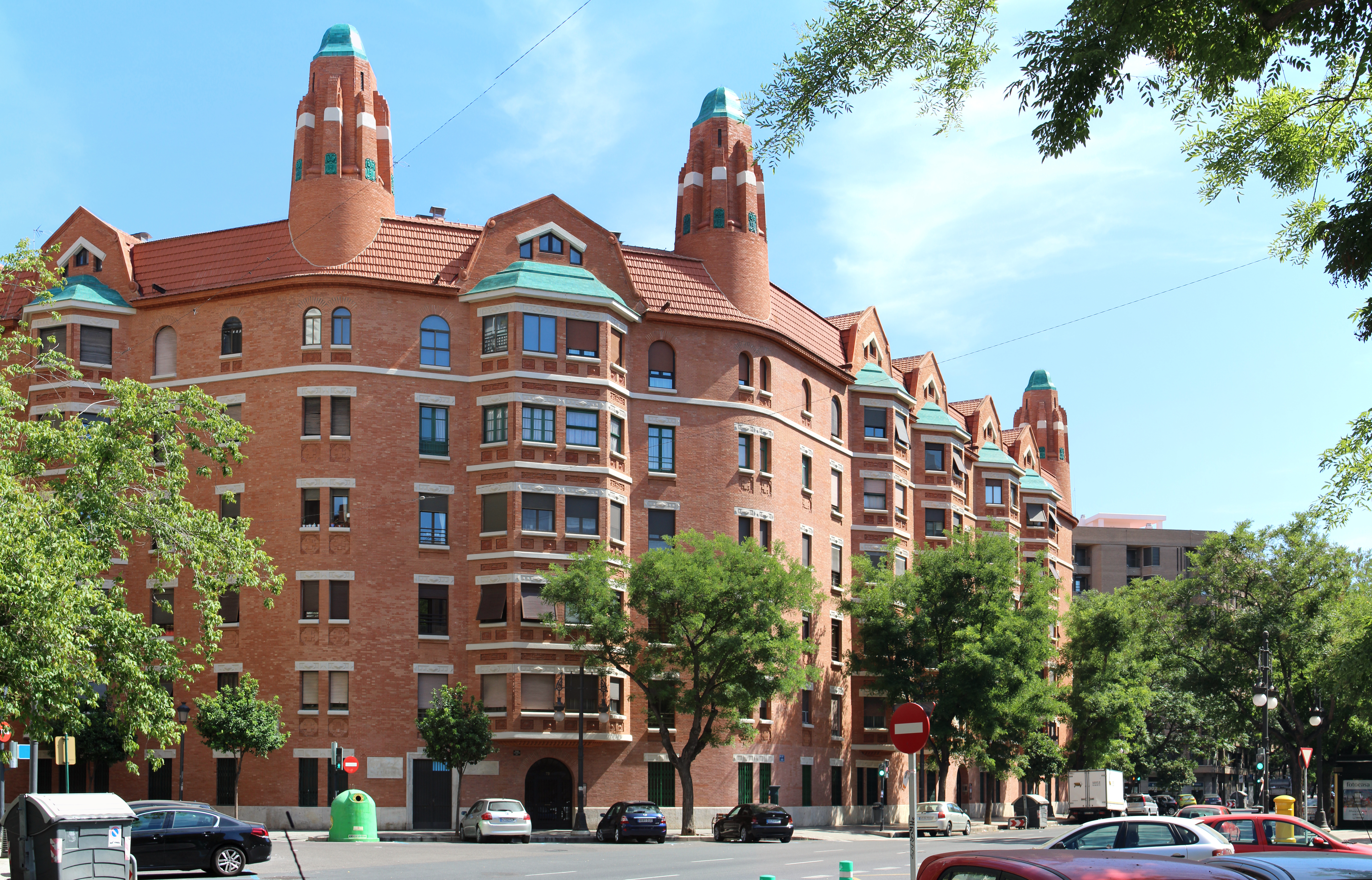
Edifici de la Finca Roja (València). Projectat per l'arquitecte Enric Viedma el 1929 i construït el 1933.

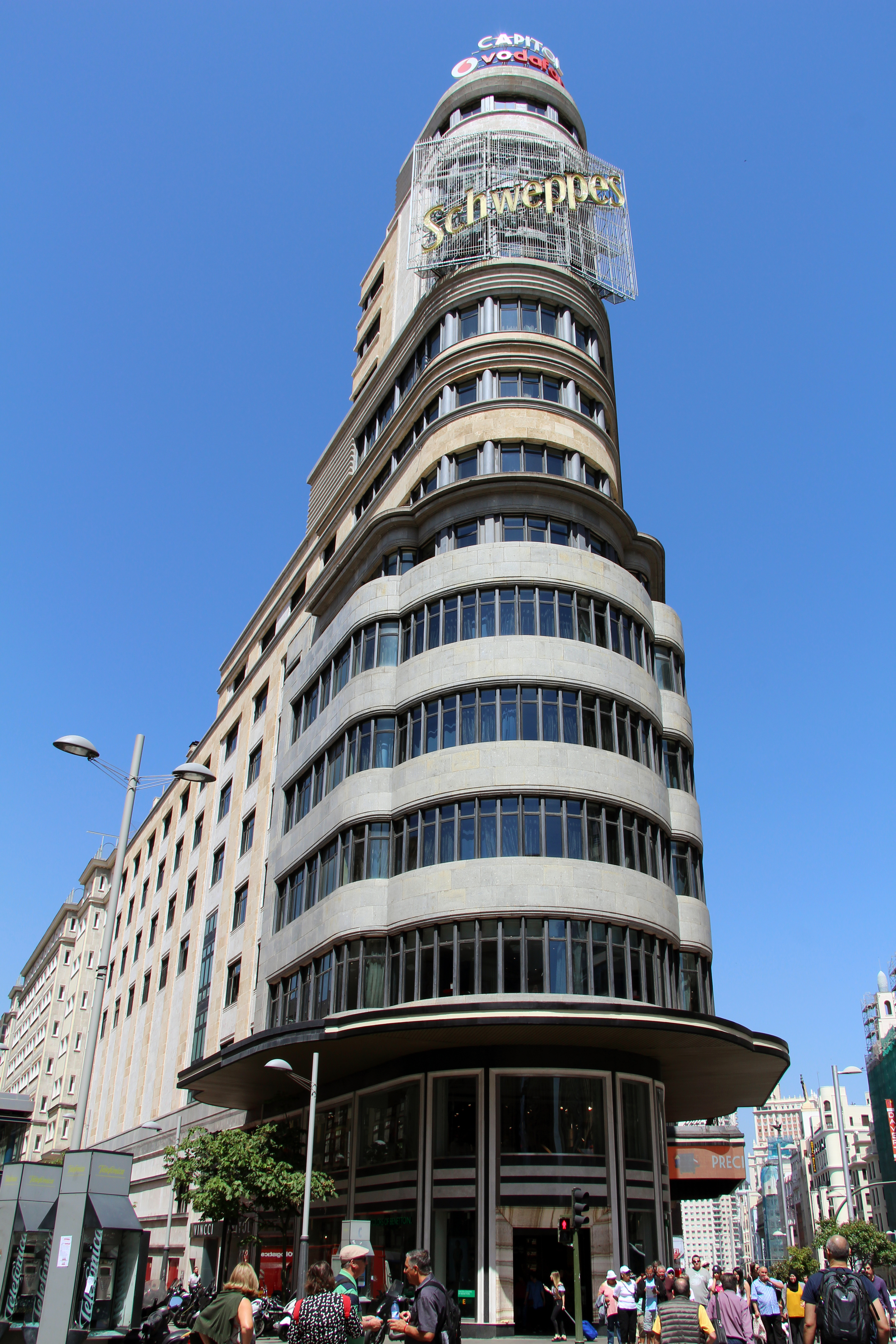
Edifici Capitol, Gran Via, Madrid.

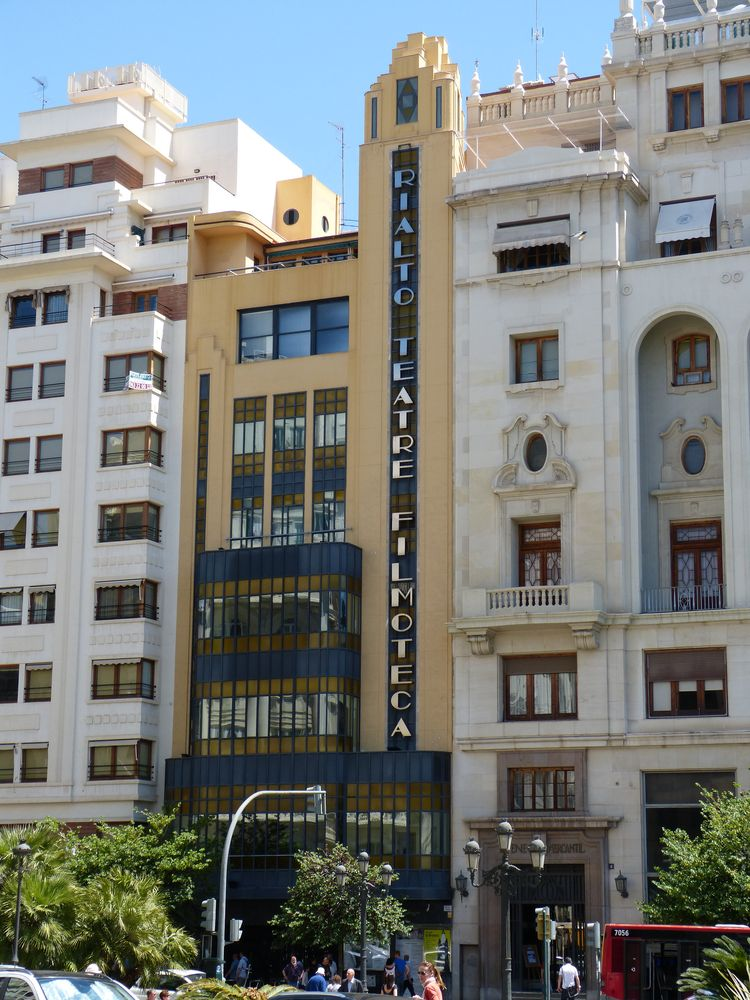
Edifici del Cinema Rialto, València. Projectat per l'arquitecte Cayetano Borso di Carminati i construït el 1939.

A Espanya és també possible trobar moltes mostres de l'estil art déco. Un bon exemple d'això és la Gran Via de Madrid o el Passeig de Gràcia, a Barcelona, on l′art déco conviu amb el modernisme, denominació espanyola de l'art nouveau.
A Madrid alguns edificis representatius són: el situat en el carrer Alcalá 118, un edifici d'habitatges construït en 1930 a instàncies del promotor Don Alberto Colomina per l'arquitecte Fernando Arzadún i Ibarraran.
València té una profusa arquitectura art déco, conseqüència del període de bonança econòmica d'entreguerres, en les quals Espanya va romandre neutral. Són particularment notoris la casa de banys de Les Sorres, l'edifici del Rectorat de la Universitat de València en el qual cal destacar la seva cúpula que albergava el telescopi de l'antiga Facultat de Ciències i els cinemes Rialto (1939, actualment Filmoteca de la Generalitat Valenciana), Capitol (transformat en edifici d'oficines) i Metropol.
Altres edificis basats en aquesta mena d'arquitectura que destaquen a la ciutat són la Casa Jueva de Guardiola Martínez (1930), l'edifici de Bombas Gens de Borso di Carminati (1930), l'edifici Roig Vives, l'edifici Martí Cortina (1943), l'edifici Carlampio o el Col·legi Major Lluís Vives, tots ells projectats per l'arquitecte valencià Francisco Javier Goerlich, al qual es deu la majoria d'edificacions del període de transició entre l'arquitectura art déco i el racionalisme arquitectònic valencià a la ciutat. No es pot deixar al marge la famosa Finca Roja d'un altre arquitecte valencià, Enric Viedma Vidal, que està assenyalada com un dels referents més importants dins de l'expressionisme neerlandès amb detalls importants d'art déco.
Encara que fora de les grans ciutats també poden trobar-se meravelles de l'art déco a Catalunya, com per exemple l'edifici "Can Jorba" a Manresa (1936-1952) de l'arquitecte Arnald Calvet Peyronillo, o al País Valencià com el pont de Sant Jordi (1931) a Alcoi (Alacant), Cantàbria i Astúries, especialment a Oviedo, Gijón i Llangréu, donada la importància de la indústria i la riquesa d'aquestes ciutats en l'època que estava de moda aquest art, i, en menor mesura, a Andalusia i la Regió de Múrcia, on, a més d'en la seva capital i Cartagena, també pot trobar-se algun cas més aïllat en la resta de la comunitat.
Exemples de art déco a Portugal són el teatre Capitólio (1931) i el cinema-teatre Éden (1937), a Lisboa; el teatre Rivoli (1937) i el Coliseu (1941), a Porto i el teatre Rosa Damascena (1937), a Santarém.

### Art déco a França

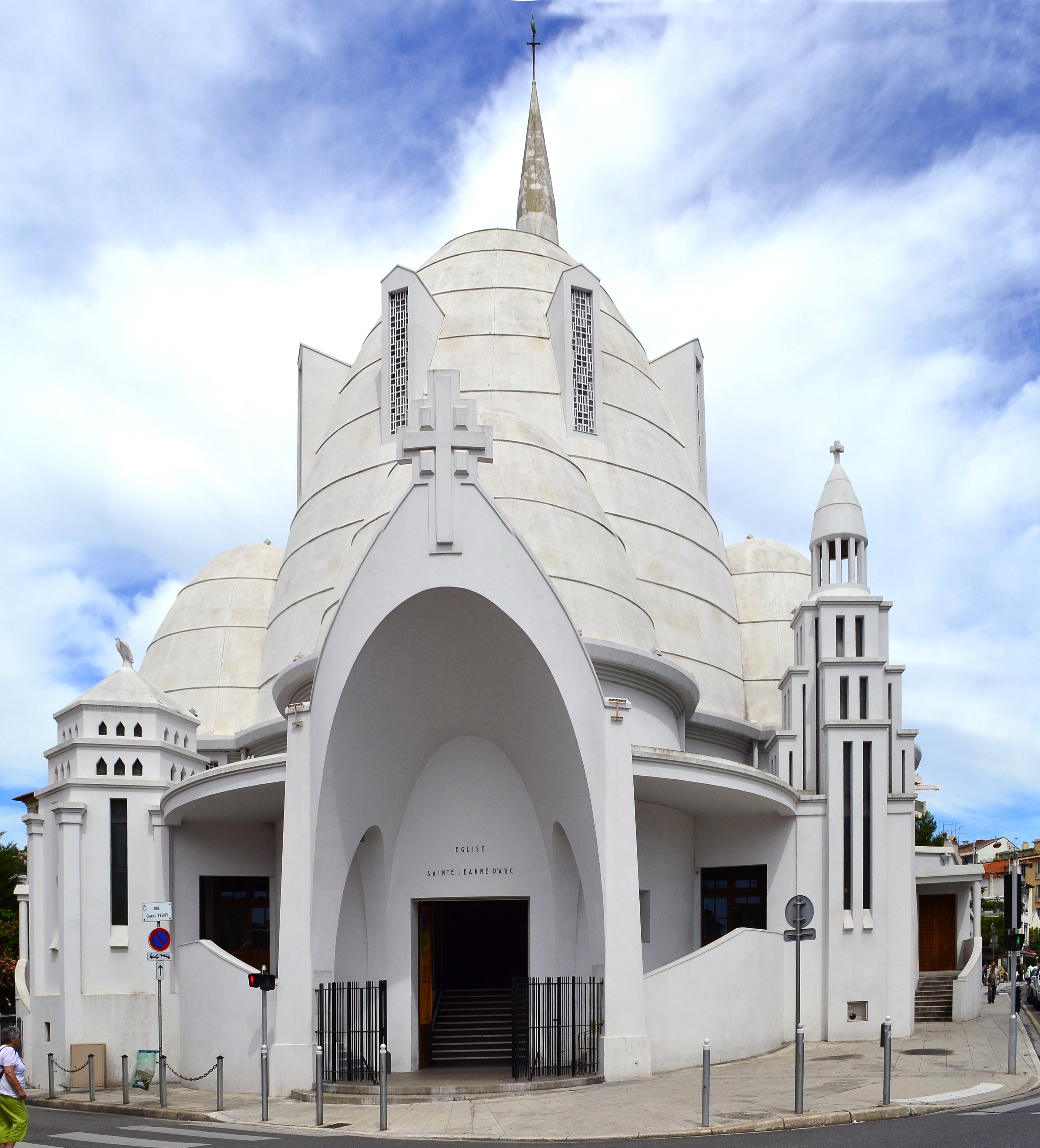
Església de Joana d'Arc a Niça (França).

A França destaquen, entre altres, els següents edificis art déco:
A París: la Piscina Molitor, XVI districte de París, el Palau de la Port Dorée, XII districte de París, construït en 1931 per a l'Exposició colonial de París per l'arquitecte Albert Laprade, la sala de cinema Grand Rex, II Districte de París, i el Palau de Tòquio (1937), i el Palau de Chaillot (1937), tots dos en el XVI districte de París.
Existeix una Associació des villes Art déco entre les ciutats de Reims i Saint-Quentin.
Arquitectura art déco a Reims: bureau de Lyautey al Palau de la Port dorée; Biblioteca Carnegie (1921), Les Halles du Boulignrin (1929), arquitecte Maigrot; Vila Douce (1929 a 1932), Vila Demoiselle, Església Saint-Nicaise (1923), Piscina del Tennis-Club (1920), Opera de Reims, decoració interior (1931); Comptoir de l'Industrie (carrer Cérès, 6-12), arquitectes: Marcel Rousseau i Émile Thion (1922); Cinéma Opéra (carrer de Thillois, 9-11), arquitectes: Marcel Rousseau i Émile Thion (1923); Hôtel de la mutualité (carrer Langlet, 12 i carrer des Élus, 11), arquitectes: Ferdinand Amann et Albert Cuvillier (1927); carrer de Vesle, 71 (carrer des Capucins, 2-4), arquitecte: Lucien Gillet (1930); Familistère des Docks rémois, carrer de Vesle, 18 (1-5, rue Talleyrand), arquitecte: Pol Gosset (1927); Antics grans magatzems Au Petit Paris (carrer Talleyrand, 31-33), arquitectes: Marcel Dastuque et Paul Viard (1924); Antigues Galeries Rémoises (carrer Docteur-Jacquin, carrer de l'Arbalète); arquitectes: Léon Margotin i Louis Roubert (1934); carrer Courmeaux, 22, arquitecte: Jacques Rapin (1923).
Altres llocs de França: La vila Collet, situada a Ay (51160). Estació transatlàntica de Cherbourg. Casino Municipal de Biarritz. Edifici residencial en el 90 bis de la chaussée de l'Étang, a Saint-Mandé (94160), prop del XII districte de París; arquitecte: Aristide Daniel (1930). Immeuble CGA, carrer Racine, a Nantes. Maison bleue a Angers, Palais de la Méditerranée de Niça, Bufet de l'Estació de Saint-Quentin, Studio Saint James de Jacques Doucet, a Neuilly-sur-Seine, Església Saint-Blaise de Vichèi, part ampliada a partir de 1931. Església Sainte-Agnès de Maisons-Alfort. Torre del rellotge de Lilla i Ajuntament de Lilla. La Grand-Place de Béthune. Museu-Aquari de Nancy.
Un altre exemple molt important d′art déco és la Basílica del Sagrat Cor, en Brussel·les, Bèlgica. El seu arquitecte, Albert Van Huffel, va guanyar el Primer Premi d'Arquitectura en la Exposition Internationale des Arts Décoratifs et Industriels Modernes a París, en 1925.

### Art déco a Anglaterra

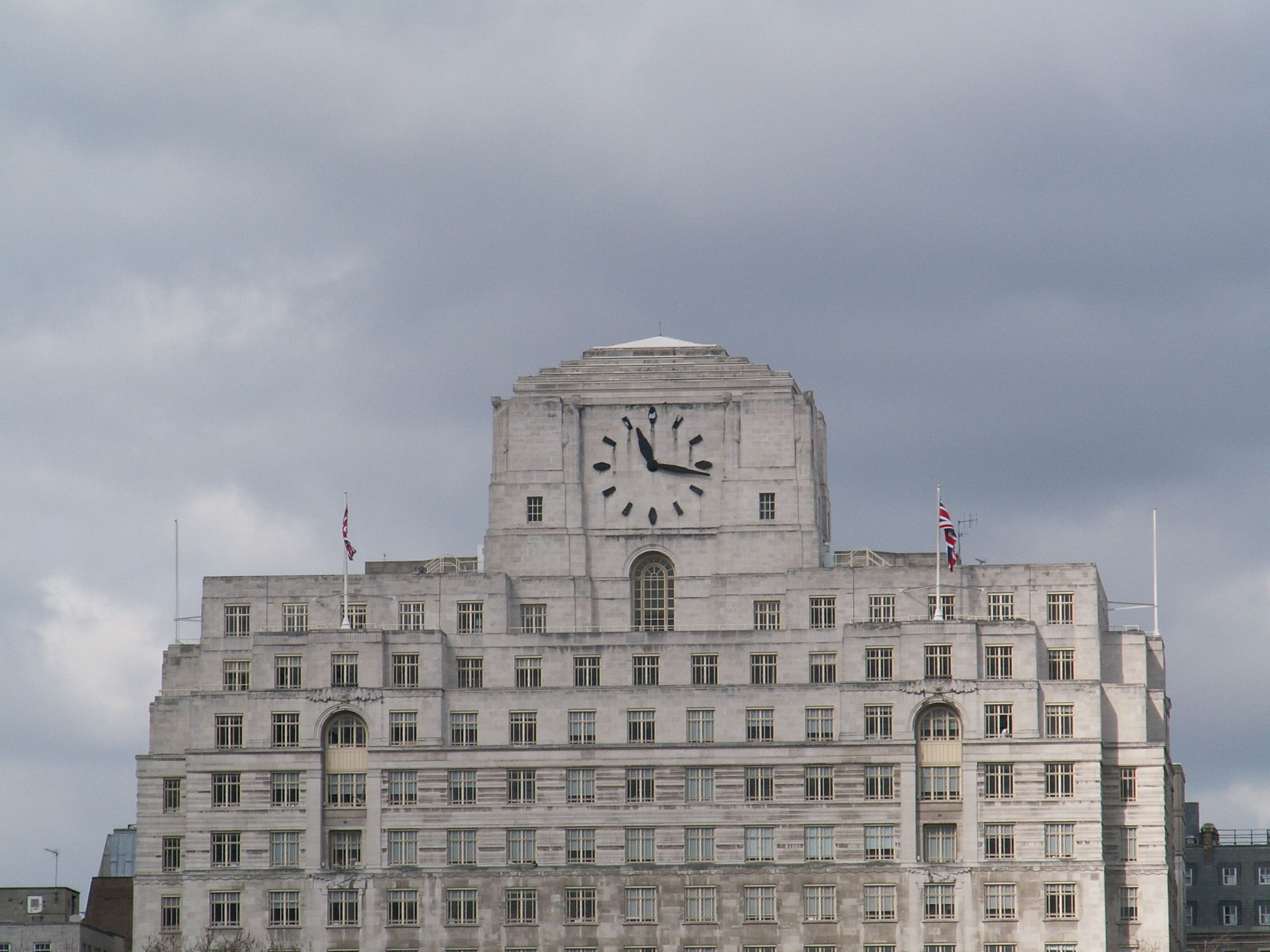
L'edifici d'oficines a Londres de la Dorling Kindersley a Shell Mex House (Strand, 80), és un edifici art déco de la dècada de 1930 fàcilment recognoscible des del riu Tàmesi pel seu rellotge distintiu.

A Londres, l'antic Arsenal Stadium llueix la seva famosa façana de la Tribuna Est. Segueix en peus en la vella seu del club Arsenal F.C. a Highbury (Islington), que va ser abandonada a l'estiu del 2006. Inaugurada l'octubre de 1936, l'estructura va ser recentment catalogada com a Grau II i es va transformar en edifici d'apartaments. William Bennie, l'home que va desenvolupar el projecte, va aplicar el art déco en el disseny final, que va ser vist com un dels estadis més opulents i impressionants en el futbol mundial.
El London Underground també és reconegut per tenir en les seves estacions variats exemples de l′art déco.
Destaquen les següents:
L'estació de metro d'Arnos Grove.
L'estació de metro de Bounds Green.
L'estació de metro de Chiswick Park.
L'estació de metro d'East Finchley.
L'estació de metro de Southgate.
L'estació de metro de Turnpike Lane.
L'estació de metro de Sudbury Town.
A més destaquen a Londres l'interior del Palau d'Eltham, la Biblioteca Senate House de la Universitat de Londres i la seva seu, Shell Mex House, Battersea Power Station, l'Hotel Dorchester i l'Odeon Leicester Square.

### Art déco a Grècia
Exemples notables d'edificis art déco sobreviuen a Atenes, on la versió local s'inspira tant en el neoclassicisme com en l'art micènic, arcaic i romà d'Orient.

## Destacats

### Pintors
- Maurice Ascalon
- Sonia Delaunay
- Alexandra Ekster
- José Fioravanti
- Eileen Gray
- Eduard Jener i Casellas
- Paul Jirbe
- François Jourdan
- Tamara de Lempicka
- Pierre Legrain
- Robert Mallet-Stevens
- André Mane
- Santiago Martínez Delgado
- Federico Beltrán Massés
- Vadym Meller
- Jean Puiforcat
- René Prou
- Armand Albert Rateau
- Lewis Sue

### Arquitectes
- Frank Lloyd Wright
- Raymond Hood
- Ralph Thomas Walker
- William Van Alen
- Henry Hohauser
- L. Murray Dixon
- Enric Viedma i Vidal
- Manuel Joaquim Raspall i Mayol
- Arnau Calvet i Peyronill
- Enric Nieto i Nieto
- Antoni Puig i Gairalt
- Joan Bordàs i Salellas
- Charles Rennie Mackintosh

### Artistes gràfics, dissenyadors, ebenistes, lacadors, argenters
- Cassandre (Adolphe Jean-Marie Mouron)
- Jacques Émile Ruhlmann
- Jean Dunand
- Erté
- Rafael de Penagos
- Santiago Marco
- Ramon Sunyer i Clarà
- Esteve Monegal i Prat
- Carles Buïgas i Sans
- Enriqueta Pascual Benigani
- René Lalique
- Julius Klinger
- Jean Carlu
- Walter Dorwin Teague
- Georges Lepape
- Margaret Macdonald Mackintosh

## Galeria

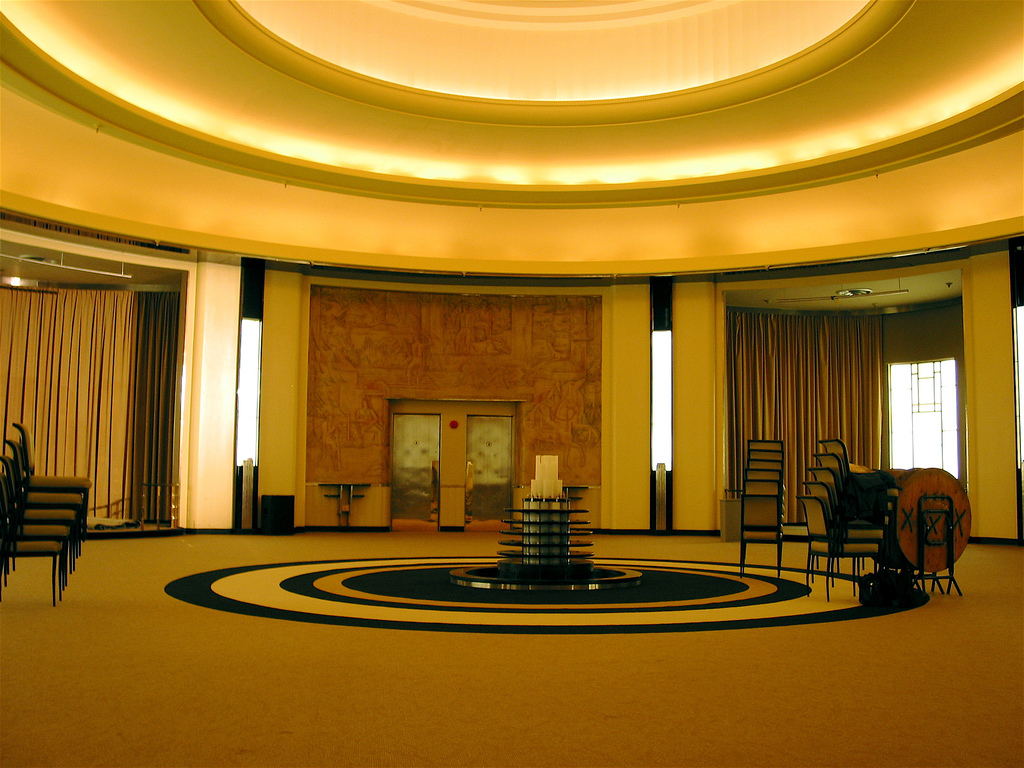
Disseny d'interiors dels magatzems d'Eaton's College Street Store - Sala rodona de The Carlu
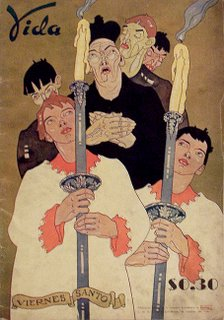
Il·lustració de la revista vida 1940
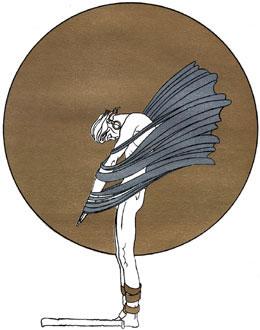
Il·lustració de la revista vida 1940
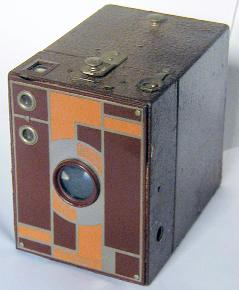
Càmara Beau Brownie dissenyada per Walter Dorwin Teague per a Eastman Kodak
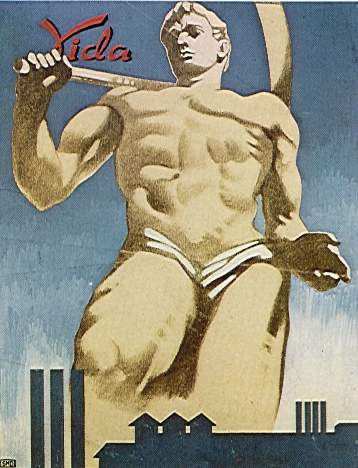
Il·lustració de la revista vida 1940
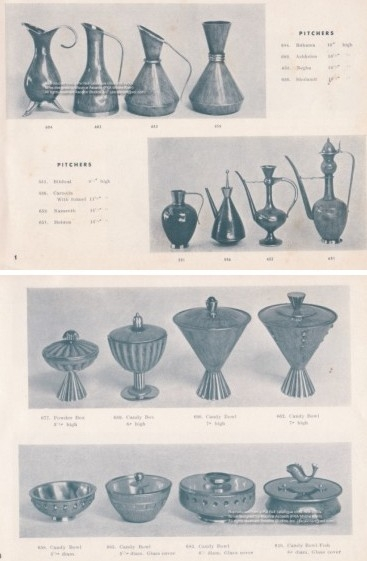
Disseny d'objectes d'ús Art déco de Maurice Ascalon, Pal-Bell, 1939-1950